# Grants, New Mexico
Grants är en ort (city) i Cibola County i delstaten New Mexico, USA. Vid folkräkningen år 2010 bodde 9 182 personer på orten. Den har enligt United States Census Bureau en area på totalt 35,4 km². 